# Ђорђе Музалон
Ђорђе Музалон (грчки: Γεώργιος Μουζάλων; око 1220. - 25. август 1258) је био грчки племић и високи функционер Никејског царства током владавине Теодора II Ласкариса. Обављао је функцију регента његовом малолетном сину Јовану IV Ласкарису. Збачен је и убијен у државном удару Михаила VIII Палеолога, свега неколико дана по ступању на дужност регента.

## Биографија
Ђорђе је припадао византијској породици Музалон, која се у изворима први пут јавља у 11. веку. Рођен је око 1220. године у Адрамитеиону (данашњи Едремит) на западној малоазијској обали. Био је скромног порекла. Имао је браћу Андроника и Теодора, који су постали пријатељи никејског цара Теодора II Ласкариса. Ђорђе је растао у палати Ласкариса, као један од царевих пажева (грчки: paidopouloi). Имао је и барем две сестре  Теодор је на никејски престо дошао након смрти свога оца цара Јована III Дуке Ватаца 1254. године. Ђорђе и његова браћа дошли су на високе државне положаје. Ђорђе је био веома близак са царем Теодором II, који га је називао братом. Могуће је да је царева љубав према Ђорђу садржала и хоморомантичне елементе, попут љубави енглеског краља Едварда II и Пирса Гавестона. Цар Теодор II је Ђорђу доделио функције протосеваста и протовестијара, а основао је и нову функцију управо за њега: мега стратопедарх. Цар Теодор II је Ђорђа оженио племкињом Теодором Кантакузин Палеолог, сестричином будућег цара Михаила VIII. Они највероватније нису имали деце. Цар Теодор II је умро 16. августа 1258. године остављајући малолетног сина Јована IV на престолу. Ђорђе је одређен за регента малолетног цара. Михаило Палеолог, који је предводио аристократску странку у Никеји, наредио је убиство Ђорђа Музалона. Теодора је покушала спречити ујака, али јој то није пошло за руком. Ђорђе је убијен 25. августа, свега девет дана након смрти цара Теодора II.

### Младост и служба под царем Теодором II
Породица Музалон је први пут потврђена у 11. веку, али је до средине 13. века дала неколико значајних чланова, са изузетком Николе IV Музалона, цариградског патријарха 1147–1151. Ђорђе Музалон је рођен у Адрамитијуу на западној обали Анадолије 1220. године. Његова породица се сматрала нискорођеном, али су он и његова браћа постали пријатељи из детињства будућег цара Теодора II Ласкариса, одгајани са њим у палати као његови паидопоулои (παιδοπουλοι, „пажеви“). Претпоставља се да су се и они школовали заједно са Теодором,  похађали су заједно часове код научника Нићифора Влемида. Имао је најмање две сестре, од којих је једна касније била удата за члана породице Агиотеодорита.
Када је Теодор постао цар у новембру 1254. године, уздигао је Музалоне на највише државне функције: Ђорђе је постао мега доместик (главнокомандујући војске), док су два његова брата, Андроник и Теодор (најстарији брат), постали протовестијар (велики коморник) и протокинегос (велики ловац) почасна титула.Према савременим хроничарима, цар је волео Ђорђа „више од свих“; у неким писмима га назива „сином“ и „братом“. Током Теодорове владавине, Ђорђе је био царев први министар и његов најповерљивији саветник. Међутим, мало се зна о његовом личном ангажману у управљању државом, осим његовог учешћа на савету сазваном да би се расправљало о правилној реакцији на инвазију Бугара на македонске поседе Никеје након смрти Теодоровог оца цара Јована III Дуке Ватаца. Ђорђе Музалон је подржавао мишљење већине да сам цар Теодор II треба да води кампању против освајача. Током Теодоровог одсуства у кампањи 1255. године, Ђорђе је постављен за намесника државе. По повратку, цар Теодор II је још више уздигао Ђорђа, доделивши му титулу протосеваста и протовестијара и установивши за њега нову титулу мега стратопедарха. Андроник Музалон је наследио Ђорђа као мега доместик. Била је то изузетно висока част: комбинована титула "протосеваст и протовестијар" се обично додељивала само блиским царевим рођацима, док су службе протовестијара и мега доместика увек до тада биле у надлежности аристократских породица.
Уздизање Музалона није било само знак личне наклоности , већ и у складу са Теодоровом политиком, која је имала за циљ да обузда утицај и независност моћног племства. Именовање нискорођених „нових људи“ на тако високе положаје, и Теодорово често грубо и произвољно поступање према племићима, изазвали су гнев традиционалне аристократије, а посебно способног и амбициозног Михаила Палеолога. Именовање „нових људи“ нижег рода на тако високе положаје, изазвали су гнев традиционалне аристократије. Непријатељство аристократа је додатно појачано када је цар својим нискорођеним миљеницама дао племените невесте: Ђорђе Музалон се оженио Теодором Кантакузин, сестричином Михаила Палеолога, а Андроник се оженио ћерком бившег протовестијара Алексија Раула. После Музалоновог убиства, Теодора ће се удати за протовестијара Јована Раула Петралифа (1261). Одлучни противник унионистичке верске политике свог ујака, била је прогнана и постала монахиња. После Михаилове смрти, обновила је манастир Светог Андреја у Крисеју, где је пренела мошти патријарха Арсенија Ауторијана, и била је истакнути члан престоничких књижевних кругова.

### Именовање за намесника и атентат
Непосредно пре него што је цар Теодор II умро 16. августа 1258.године, одредио је Ђорђа Музалона као намесника и старатеља свог осмогодишњег сина Јована IV. Патријарх Арсеније Ауторијан је можда делио старатељство над Јованом: иако каснији историчари Нићифор Григора и Макарије Мелисен кажу да је патријарх именован у овом контексту, савремени историчари Георгије Пахимер и Георгије Акрополит наводе само Музалона. Ово именовање додатно је разбеснело аристократију, а Музалонова позиција је постала изузетно несигурна. Музалон је такође био непопуларан међу свештенством јер је био повезан са Теодоровим оштрим опхођењем према Цркви, као и са народом, који се плашио да ће покушати да узурпира престо. Најважније је, међутим, да се суочио са непријатељством војске, посебно латинских плаћеника, који су очигледно били ускраћени за уобичајене награде и донације. Осим тога, вероватно су замерили Теодоровом намером да подигне „националну“ војску састављену искључиво од византијских Грка, а Пахимер бележи да је Музалон предузео такве мере. Палеолог, који је као мега коностаул држао команду над Латинима, био је у доброј позицији да искористи ове притужбе.
Да би спречио било какву радњу против одредаба свог тестамента о наследству и намесништву свог сина, цар Теодор II је на самрти захтевао да заклетву положе Сенат, војска, народ и свештенство, као и присутни на двору, тако и они одсутни другде у држави. Одмах након смрти, Ђорђе Музалон, свестан своје рањивости и потпуног недостатка подршке, сазвао је скупштину водећих племића, званичника и војних команданата. Понудио је да поднесе оставку на своју функцију у корист било које особе коју скупштина изабере, али су га великодостојници, предвођени Михаилом Палеологом, одвратили и охрабрили да остане и чак прихватили да положе заклетву на лојалност њему, као и младом цару. То је била лаж, јер је завера водећих аристократских породица била у току да га свргну, у којој је Палеолог очигледно имао прикривену, али водећу улогу.
Само неколико дана након смрти цара Теодора II (извори се не слажу око тачног датума, иако је 25. август општеприхваћен датум), одржан је парастос у манастиру Сосандра у Магнезији, који је основао цар Јован III Дука Ватац, који је служио као његово и Теодорово погребно место. Присуствовао је цео двор, док је војска била улогорена у равници испод манастира. Чим су стигли Ђорђе Музалон, његова браћа и његова пратња, почела је служба. Испред цркве су се окупили војници, многи од њих латински плаћеници, и почели су да галаме и захтевају да виде младог цара. Цар Јован IV је изашао напоље и подигао руку да их утиша; војници су то наводно погрешно схватили као сигнал. Придружила им се велика руља, упали су у цркву са циљем да убију браћу Музалон. Били су упозорени шта се дешава, али Ђорђе је само послао свог секретара Теофилакта да испита. Заменили су га за Музалона и убила га је гомила. Руља је убрзо схватила своју грешку (секретар је носио црне ципеле, док су протовестијари носили зелене одговарајуће његовом чину) и ушла је у цркву, војници са мачевима у рукама.
Како су се људи унутар цркве разишли, браћа Музалон су покушала да се сакрију: Ђорђе се сакрио под олтар, Андроник иза врата, а Теодор у ћошак код цареве гробнице. Руља је наставила да их тражи у цркви, а Ђорђа је открио латински војник по имену Кароулос (хеленизовани облик „Карла“). Музалон је извучен испод олтара и, упркос молбама да откупи свој живот, убијен. Помама гомиле је била толико велика да је његов леш више пута избоден и исечен на комаде, тако да су делови морали бити сакупљени у врећу да би се потом сахранили. Андроник и неименовани зет такође су убијени, док је Теодорова судбина неизвесна: неки научници верују да је преживео и да га треба поистоветити са Теодором Музалоном, главним министром царева Михаила VIII и Андроника II Палеолога (1282–1328). ). Руља је потом опљачкала куће породице Музалон; а када је жена Ђорђа Музалона побегла код свог ујака Михаила Палеолога и замолила га за живот свог мужа, оштро јој је речено да ћути или ће делити његову судбину. Палеологову одговорност у целој завери додатно поткрепљује чињеница да нико од убица браће Музалон никада није процесуиран. Заиста, плаћеник Карло се касније појављује као Палеологов повереник.
После Музалонове смрти уследила је чистка од других истакнутих „нових људи“ цара Теодора II, протостратора Јована Анђела и протовестијара Каријана: Анђела је опозвао Палеолог, али је умро (или извршио самоубиство) на путу, док је Каријан био затворен. Међу штићеницима цара Теодора II преживео је само Георгије Акрополит, очигледно зато што је у то време био ратни заробљеник у Епиру; на крају је достигао висок положај под царем Михаилом VIII Палеологом. Михаило Палеолог је у међувремену учврстио своју позицију, именован за намесника са чином мега дук-са. Убрзо је преузео титулу деспота, а почетком 1259. године, крунисан је за цара - савладара. Наводно још увек старатељ и савладар цара Јована IV, након поновног заузимања Константинопоља 1261. године, он је бацио у страну и затворио цара Јована IV, крунисао се за јединог цара у храму Свете Софије и основао је династију Палеолога, последњу владарску династију Византије.

## Оцена историчара
Међу савременим изворима, историја Акрополита је најнегативнија према браћи Музалон, које он назива „одвратним малим људима, безвредним примерцима човечанства” и „лажним језиком, окретним ногама, беспрекорним у игрању по поду”. Иако је иначе поуздан, Акрополитов приказ по овом питању је сумњив: с једне стране, он очигледно покушава да се одвоји од „нових људи” цара Теодора II, којима је и он првобитно припадао, док је с друге стране углавном снажно пристрасан у корист Михаила Палеолога, кога покушава да ослободи од убиства. Други историчари тог времена дају повољнију слику. Извештај скоро савременика Теодора Скутариота, који иначе помно прати Акрополита, приметно не понавља његове негативне коментаре, па чак и бележи да су окупљени племићи наговорили Музалоне да остану у цркви током немира тог дана њиховог убиства. И Георгије Пахимер, који описује владавину цара Теодора II Ласкариса и царева из династије Ласкариса уопште далеко повољније од Акрополита, сматра да су Музалони унапређени по заслугама, осуђује њихово убиство и именује Палеолога као директно одговорног. Каснији историчар Нићифор Григора такође избегава негативне коментаре, као и већина савремених историчара.